# 托雷诺
托雷诺，是西班牙卡斯蒂利亚-莱昂莱昂省的一个市镇。 总面积104平方公里，总人口4117人（001年），人口密度40人/平方公里。